# Palazzo Mannajuolo
El Palazzo Mannajuolo es un edificio situado en la Via Filangieri de Nápoles, Italia, en el barrio de Chiaia. Constituye uno de los ejemplos más destacados de la arquitectura en estilo Liberty de la ciudad.
El edificio fue diseñado y construido por Giulio Ulisse Arata con la colaboración de los ingenieros Giuseppe Mannajuolo (que también era el propietario del suelo) y Gioacchino Luigi Mellucci, utilizando las técnicas de construcción más modernas, entre ellas el hormigón armado. El edificio fue construido entre 1909 y 1911.
Su diseño está influido por las experiencias modernistas y la decisión de utilizar un lenguaje local, como la adopción de rasgos neobarrocos de la arquitectura napolitana de los siglos XVII y XVIII. En particular, esta última decisión se manifiesta en la configuración escenográfica del edificio, que se eleva al fondo de la Via dei Mille.
Está organizado alrededor de la parte central, de forma elipsoidal, caracterizada por el juego de llenos y vacíos y la presencia de grandes ventanas; en esta parte central se aloja la escalera principal elipsoidal, de mármol y con barandilla de hierro forjado.

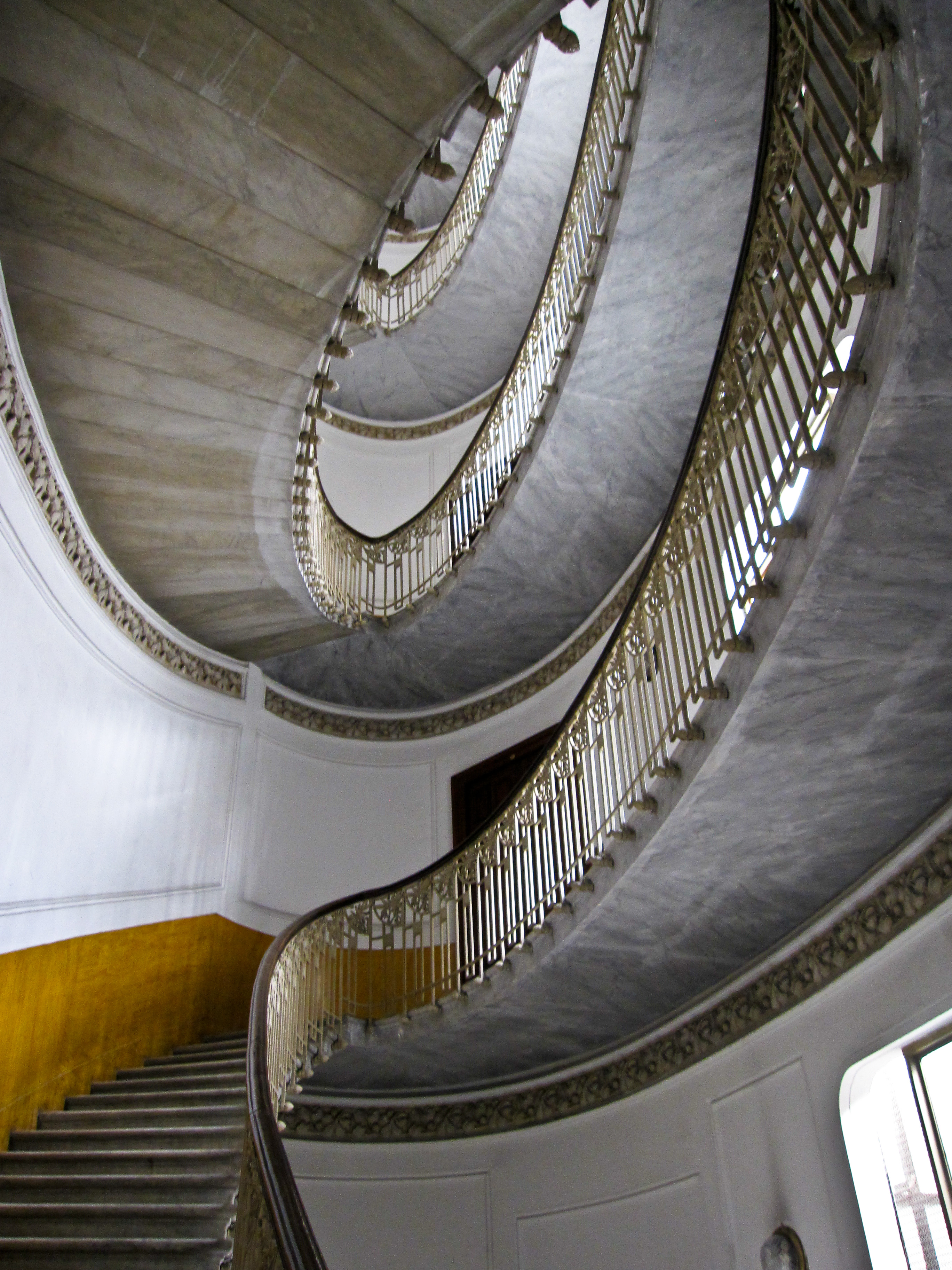
La escalera interior del edificio
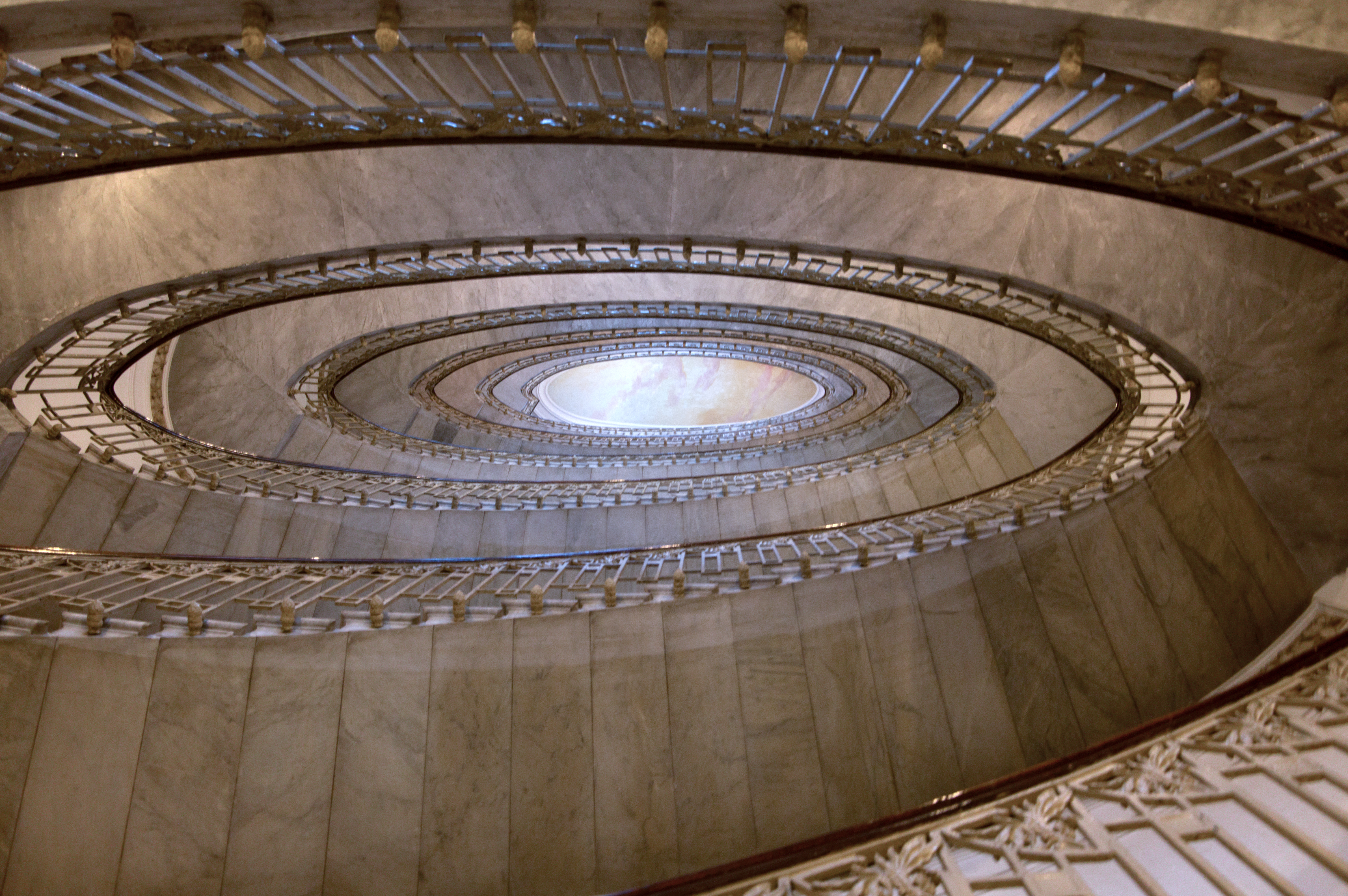
Vista completa de la escalera helicoidal
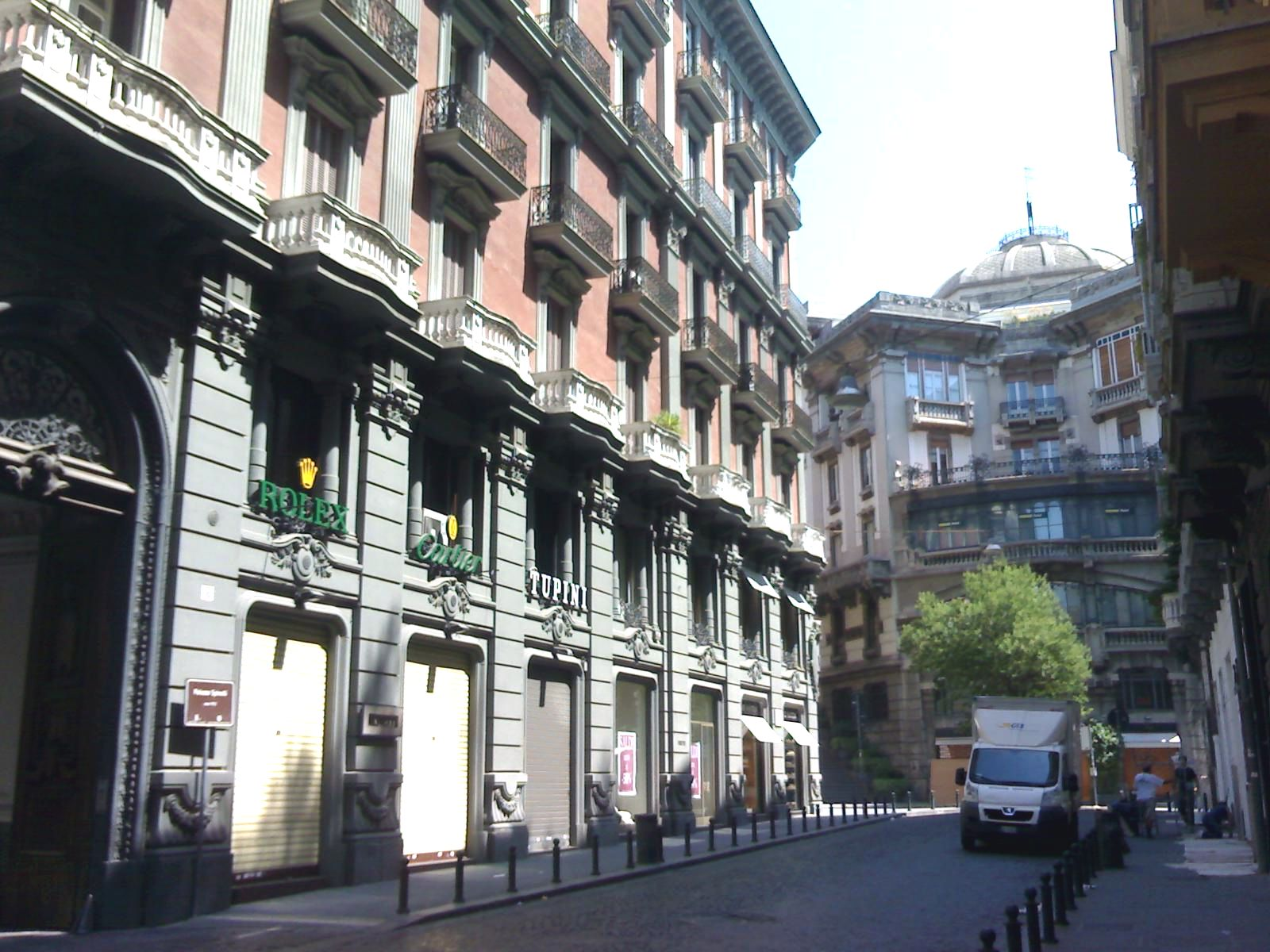
El edificio visto desde la Via dei Mille